# Casa de la Ciencia (Atlixco)
La Casa de la Ciencia es un museo educativo dependiente del Instituto Universitario de Puebla A.C., y tiene por vocación el fortalecimiento del conocimiento tecnológico y científico. Su misión principal es la divulgación de dicho conocimiento entre la población en general, y en especial entre los estudiantes de diferentes niveles educativos pertenecientes a la ciudad de Atlixco, Puebla.
Su fundación data del año 1997 y es parte de un proyecto pedagógico que tiene sus antecedentes en la Casa de la Cultura creada en la misma ciudad durante la década de los sesenta.

## Historia
Antecedentes
El interés por la difusión del pensamiento científico motivó a varios residentes de Atlixco, miembros del entonces denominado Grupo Cultural Antonio Caso (hoy Grupo Cultural José Martí), para proyectar diversas actividades centradas en la promoción cultural y científica entre los atlixquenses. Dichas actividades consideraron la fundación de la Casa de la Cultura de Atlixco en la cual, posteriormente, se organizaron ciclos de conferencias con varios temas científicos relacionados con las matemáticas, la física, y la astronomía.
Para la realización de tales actividades se contó con el apoyo de la Benemérita Universidad Autónoma de Puebla (BUAP), la Sociedad Matemática Mexicana y del Consejo Nacional de Ciencia y Tecnología, además de otras instituciones, asociaciones y profesionistas del campo científico que contribuyeron con acciones dirigidas a despertar el interés de la comunidad por los temas relacionados con los fenómenos naturales analizados bajo la lupa del pensamiento científico.
Durante la década de 1970, se organizaron varios ciclos de pláticas sobre temas científicos impartidas por profesores de la Facultad  de Ciencias de la UNAM, de la Facultad de Ciencias Físico Matemáticas de la BUAP y del Observatorio Astrofísico Nacional de Tonantzintla, con el apoyo del Ayuntamiento de Atlixco.
Desde entonces, y hasta la fecha, se realizan conferencias semanales cuyos ponentes pertenecen al profesorado y alumnado de la Facultad de Ciencias de la Universidad Autónoma Nacional de México, de la Facultad de Ciencias Físico Matemáticas de la BUAP, así como por investigadores del Observatorio Astrofísico Nacional de Tonantzintla. La participación de los ponentes derivó en la implementación del Congreso de Enseñanza de Matemáticas que se realiza cada año en la ciudad de Atlixco.
Durante la década de 1980 se ampliaron las actividades realizadas con el propósito primordial de difundir el conocimiento científico, hecho que devino en una presencia notable de investigadores y profesores universitarios del estado de Puebla y del centro del país. Igualmente comenzaron a realizarse exposiciones y ferias con la misma temática.
Con la fundación del Instituto Universitario de Puebla, en la década de 1990 se realizó la primera Feria de Matemáticas en el edificio del Palacio Municipal de Atlixco y que contiene en su programación exposiciones, ponencias con investigadores, así como la proyección de películas con temas científicos. La naturaleza didáctica de estas actividades se ha enriquecido con el abordaje lúdico y divertido que atrae el interés de los estudiantes de la ciudad que asisten los eventos.

## Fundación
En 1995 se estableció el programa Viernes en la Ciencia con la plática "Las maravillosas curvas del fútbol" impartida por el Doctor en Física Jorge Flores Valdés, quien entonces se desempañaba como director de Universum que él mismo había contribuido a fundar. Ante el gran interés que despertó su ponencia entre los asistentes, se consideró, y así le fue planteado por el Dr. José de Jesús Pérez Romero, la posibilidad de crear en Atlixco una extensión del museo de ciencias de la UNAM.
A partir de esa fecha, el esfuerzo de profesores y alumnos del Instituto Universitario de Puebla A. C. dio como resultado el desarrollo de gran parte del equipamiento que soporta la infraestructura actual de la Casa de la Ciencia de Atlixco. También la Universidad Nacional Autónoma de México y el Instituto Nacional de Astrofísica, Óptica y Electrónica, a través de la gestión de investigadores pertenecientes a ambas instituciones, contribuyeron con la donación de equipamiento, e incluso con la construcción del mismo. 
Finalmente, el proyecto museográfico fue inaugurado y abrió sus puertas a los habitantes de Atlixco en el mes de septiembre de 1997. Desde entonces es dirigido por el Dr. José de Jesús Romero, quien es egresado de la Universidad de Kansas, EUA, con la especialidad en matemáticas.

## Actualidad
La Casa de la Ciencia ofrece, al día de hoy, servicios educativos a los estudiantes de la región, a través de las salas de Vulcanología, Matemáticas, Astronomía, Óptica, y Computación, en las cuales los visitantes pueden aprender de manera lúdica con las exposiciones interactivas que ahí se encuentran.
Con el apoyo de instituciones de prestigio en la investigación científica, y en vinculación con las mismas, La Casa de la Ciencia tiene una oferta cultural que comprende laboratorios y talleres para jóvenes que desean adquirir conocimientos científicos para, posteriormente, difundirlos entre la propia comunidad estudiantil y la población en general.

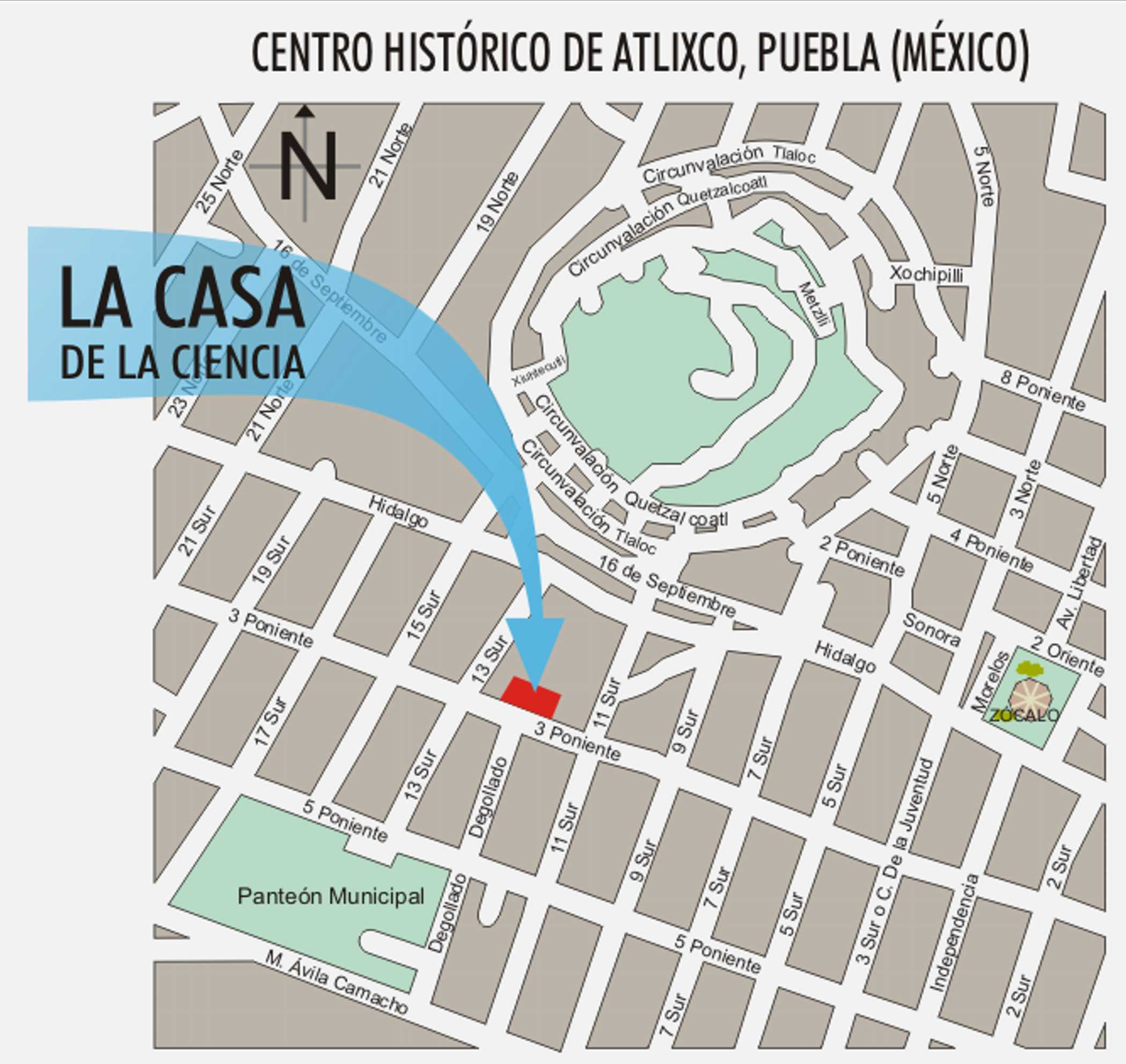
Mapa de ubicación de La Casa de la Ciencia de Atlixco, Puebla

El edificio que alberga este importante proyecto educativo se localiza en el centro histórico de la ciudad, en la calle 3 Poniente, entre las calles 11 Sur y 13 Sur. Cuenta con una infraestructura que le permite ofrecer servicios gratuitos a los estudiantes de Atlixco también comprende una sala de conferencias a la cual los asistentes acuden para adquirir conocimientos con temas eminentemente científicos. Una biblioteca con varias colecciones de libros, revistas y material audiovisual, complementa los servicios que ofrece esta institución a los estudiantes y a la población de la ciudad.
En la Sala dedicada al estudio de la Vulcanología se destaca el mural pictórico La Ciencia realizado por Jorge Figueroa Acosta, artista que durante varios años formó parte del profesorado del Instituto Universitario de Puebla.

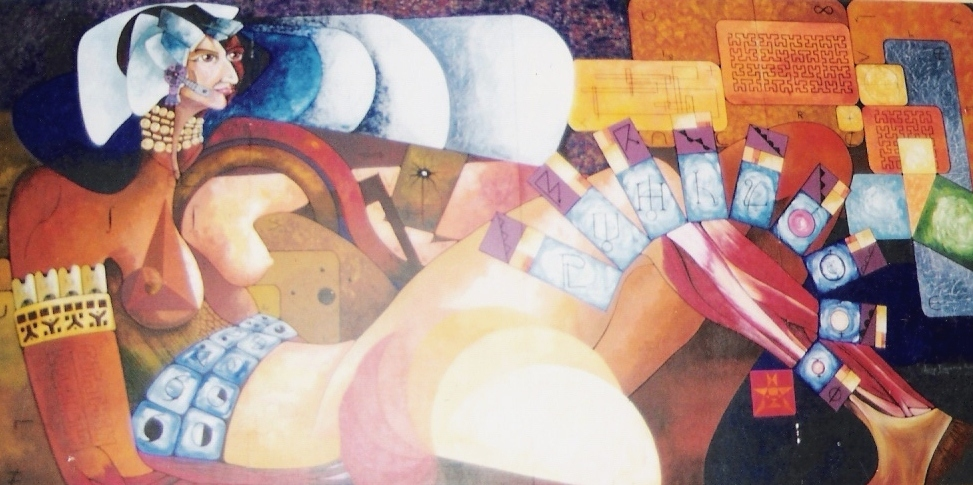
La Ciencia, mural ubicado en La Casa de la Ciencia de Atlixco, Puebla

El mural tiene dimensiones de 244 centímetro en su altura por 488 centímetro de largo; en él, el maestro Figueroa hace una alegoría de la ciencia, caracterizada en esta representación pictórica como una figura femenina en torno de la cual se reproducen símbolos y conceptos matemáticos con una riqueza cromática y una línea estilística que sorprende a los visitantes.
Cabe destacar que Bonifacio Díaz, José Antonio Robles, José Luis Avilés y Jorge Figueroa Acosta participaron, junto con varios estudiantes universitarios, en la elaboración de varias maquetas con las cuales los visitantes pueden interactuar como parte del proceso pedagógico en que se fundamenta la vocación de la Casa de la Ciencia.